# Jiří Otislav z Kopenic
Jiří Otislav z Kopenic († 1647) byl moravský římskokatolický duchovní, který se v roce 1624 stal prvním proboštem mikulovské kapituly.

## Stručný životopis
Jako farář a představený mikulovského děkanství přišel do Mikulova z Hulína, kde byl farářem, a nahradil ve funkci Ondřeje Gessingera (ten se stal kanovníkem a později i děkanem brněnské kapituly). V březnu 1624 jej kardinál Dietrichstein ustanovil prvním mikulovským kapitulním proboštem, ještě před oficiálním založením kapituly, a tuto funkci vykonával až do své smrti v roce 1647.